# Goldene Himbeere/Schlechtester Newcomer
Die Goldene Himbeere für den schlechtesten Newcomer wird seit 1982 unregelmäßig vergeben. Dabei bezieht sie sich auf Filme des vergangenen Jahres. 1990 und 2000 wurde der Award für die schlechtesten Newcomer des Jahrzehntes vergeben.

## Schlechtester Newcomer 1982 bis 1989

### 1982
- Klinton Spillsbury für Die Legende vom einsamen Ranger (OT: The Legend Of The Lone Ranger)

Außerdem nominiert:
- Gary Coleman für Der Millionen-Dollar-Junge (OT: On The Right Track)
- Martin Hewitt für Endlose Liebe (OT: Endless Love)
- Mara Hobel für Meine liebe Rabenmutter (OT: Mommie Dearest)
- Miles O’Keeffe für Tarzan – Herr des Urwalds, Alternativtitel Tarzan – Herr des Dschungels (OT: Tarzan The Ape Man)

### 1983
- Pia Zadora für Butterfly – Der blonde Schmetterling, Alternativtitel „Der Richter von Nevada“ (OT: Butterfly)

Außerdem nominiert:
- Morgan Fairchild für Tele-Terror (OT: The Seduction)
- Luciano Pavarotti für Geliebter Giorgio (OT: Yes, Giorgio!)
- Aileen Quinn für Annie (OT: Annie)
- Mr. T für Rocky III – Das Auge des Tigers (OT: Rocky III)

### 1984
- Lou Ferrigno für Herkules (OT: Hercules)

Außerdem nominiert:
- Loni Anderson für Der rasende Gockel (OT: Stroker Ace)
- Reb Brown für Einer gegen das Imperium (OT: Yor: The Hunter From The Future)
- Cindy and Sandy (die kreischenden Delfine) für Der weiße Hai 3-D (OT: Jaws 3-D)
- Finola Hughes für Staying Alive (OT: Stayin' Alive)

### 1985
- Olivia d’Abo für Ekstase (Bolero) und Conan der Zerstörer (Conan: The Destroyer)

Außerdem nominiert:
- Michelle Johnson für Schuld daran ist Rio (Blame It On Rio)
- Apollonia Kotero für Purple Rain (Purple Rain)
- Andrea Occipinti für Ekstase (Bolero)
- Russell Todd für Beach Parties (Where The Boys Are '84)

### 1986
- Brigitte Nielsen-Stallone für Red Sonja – Die Rache der Schwertkämpferin (OT: Red Sonja) und Rocky IV – Der Kampf des Jahrhunderts (OT: Rocky IV)

Außerdem nominiert:
- Ariane Koizumi für Im Jahr des Drachen, Alternativtitel Manhattan Massaker bzw. Chinatown Mafia (OT: Year Of The Dragon)
- der neue, computergesteuerte Godzilla in Godzilla – Die Rückkehr des Monsters (OT: Godzilla 1985)
- Julia Nickson für Rambo II – Der Auftrag (OT: Rambo: First Blood Part II)
- Kurt Thomas für Asia Mission (OT: Gymkata)

### 1987
- Die sechs Jungs und Mädels im Entenkostüm in Howard – Ein tierischer Held (OT: Howard The Duck)

Außerdem nominiert:
- Joan Chen für Tai-Pan
- Mitchell Gaylord für American Anthem
- Kristin Scott Thomas für Under the Cherry Moon – Unter dem Kirschmond (Under The Cherry Moon)
- Brian Thompson für Die City-Cobra (Cobra)

### 1988
- David Mendenhall für Over the Top

Außerdem nominiert:
- die Garbage Pail Kids (Ali Gator, Greaser Greg, Nat Nerd, Foul Phil, Messy Tessie, Valerie Vomit und Windy Winston) in Die Schmuddelkinder (OT: The Garbage Pail Kids' Movie)
- David Paul und Peter Paul (die Barbaren-Brüder) in Die Barbaren (OT: The Barbarians)
- Debra Sandlund für Harte Männer tanzen nicht (OT: Tough Guys Don't Dance)
- Jim Varney für Chaos im Camp (OT: Ernest Goes To Camp)

### 1989
- Ronald McDonald als er selbst in Mick, mein Freund vom anderen Stern (OT: Mac And Me)

Außerdem nominiert:
- Don, das sprechende Pferd in Heiß auf Trab (OT: Hot To Trot)
- Tami Erin für Pippi Langstrumpfs neueste Streiche (OT: The New Adventures Of Pippi Longstocking)
- Robby Rosa für Salsa (OT: Salsa)
- Jean-Claude Van Damme für Bloodsport (OT: Bloodsport)

## Schlechtester Newcomer 1990 bis 1999

### 1991
- Sofia Coppola für Der Pate III (OT: Godfather Part III)

Außerdem nominiert:
- Ingrid Chavez für Graffiti Bridge (OT: Graffiti Bridge)
- Leo Damian für Mein Geist will immer nur das Eine … (OT: Ghosts Can't Do It)
- Carré Otis für Wilde Orchidee (OT: Wild Orchids)
- Donald Trump für Mein Geist will immer nur das Eine … (OT: Ghosts Can't Do It)

### 1992
- Vanilla Ice für Cool As Ice (OT: Cool As Ice)

Außerdem nominiert:
- Brian Bosworth für Stone Cold – Kalt wie Stein (OT: Stone Cold)
- Milla Jovovich für Rückkehr zur blauen Lagune (OT: Return To The Blue Lagoon)
- Brian Krause für Rückkehr zur blauen Lagune (OT: Return To The Blue Lagoon)
- Kristin Minter für Cool As Ice (OT: Cool As Ice)

### 1993
- Pauly Shore für Steinzeit Junior – Aufgetaut und durchgeknallt (OT: Encino Man, alternativer OT: California Man)

Außerdem nominiert:
- Georges Corraface für Christopher Columbus – Der Entdecker (OT: Christopher Columbus: The Discovery)
- Kevin Costner mit Stoppelhaarschnitt in Bodyguard (OT: The Bodyguard)
- Whitney Houston für Bodyguard (OT: The Bodyguard)
- Sharon Stone mit ihrem „Tribut an Theodore Cleaver“ in Basic Instinct (OT: Basic Instinct)

### 1994
- Janet Jackson für Poetic Justice (OT: Poetic Justice)

Außerdem nominiert:
- Roberto Benigni für Der Sohn des rosaroten Panthers (OT: Son Of The Pink Panther)
- Mason Gamble für Dennis (OT: Dennis The Menace)
- Norman D. Golden III für Ein Cop und ein Halber (OT: Cop And A Half)
- Austin O’Brien für Last Action Hero, Alternativtitel Der letzte Action Held (OT: Last Action Hero)

### 1995
- Anna Nicole Smith für Die nackte Kanone 33⅓ (OT: The Naked Gun 33⅓)

Außerdem nominiert:
- Jim Carrey für Ace Ventura – Ein tierischer Detektiv (OT: Ace Ventura: Pet Detective) und für Dumm und Dümmer (OT: Dumb And Dumber) und für Die Maske (OT: The Mask)
- Chris Elliott für Schiffsjunge ahoi!, Alternativtitel Der Schiffsjunge (OT: Cabin Boy)
- Chris Isaak für Little Buddha (OT: Little Buddha)
- Shaquille O’Neal für Blue Chips (OT: Blue Chips)

### 1996
- Elizabeth Berkley für Showgirls (OT: Showgirls)

Außerdem nominiert:
- Amy, die sprechende Gorilladame aus Congo (OT: Congo)
- David Caruso für Kiss of Death (OT: Kiss of Death) und für Jade (OT: Jade)
- Cindy Crawford für Fair Game (OT: Fair Game)
- Julia Sweeney für Was ist Pat? (OT: It's Pat!) und für Stuart Stupid – Eine Familie zum Kotzen (OT: Stuart Saves His Family)

### 1997
- Pamela Anderson Lee für Barb Wire (OT: Barb Wire)

Außerdem nominiert:
- Beavis und Butt-Head für Beavis und Butt-Head machen’s in Amerika (OT: Beavis and Butt-Head Do America)
- Ellen DeGeneres für Mr. Wrong – Der Traummann wird zum Alptraum (OT: Mr. Wrong)
- alle Mitglieder der Fernsehserie „Friends“, die zu Möchtegern-Kino-Stars geworden sind – Jennifer Aniston, Lisa Kudrow, Matt LeBlanc und David Schwimmer
- Die neue, „seriöse“ Sharon Stone für Diabolisch (OT: Diabolique) und für Last Dance (OT: Last Dance)

### 1998
- Dennis Rodman für Double Team (OT: Double Team)

Außerdem nominiert:
- Die animatronische Anaconda in Anaconda (OT: Anaconda)
- Tori Spelling für Wer hat Angst vor Jackie-O.? (OT: The House Of Yes) und für Scream 2 (OT: Scream 2)
- Howard Stern für Private Parts – Dirty Radio (OT: Private Parts)
- Chris Tucker für Das fünfte Element (OT: The Fifth Element) und für Money Talks – Geld stinkt nicht (OT: Money Talks)

### 1999
Die Stimmauszählung ergab ein Unentschieden:
- Joe Eszterhas als er selbst in Fahr zur Hölle Hollywood, Alternativtitel Die Hölle von Hollywood (OT: An Alan Smithee Film: Burn Hollywood Burn)
- Jerry Springer für Ring frei! - Die Jerry Springer Story (OT: Ringmaster)

Außerdem nominiert:
- Barney für Barneys großes Abenteuer (OT: Barney's Great Adventure – The Movie)
- Carrot Top für Der Chaotenboss (OT: Chairman Of The Board)
- Die Spice Girls für Spiceworld – Der Film (OT: Spice World)